# Sectiliclava placidae
Sectiliclava placidae är en stekelart som beskrevs av Monrreal, Trjapitzin och Ruiz 2001. Sectiliclava placidae ingår i släktet Sectiliclava och familjen sköldlussteklar. Inga underarter finns listade i Catalogue of Life.